# Pier Ferdinando Casini
Pier Ferdinando (Pierferdinando) Casini (ur. 3 grudnia 1955 w Bolonii) – włoski polityk, były przewodniczący Izby Deputowanych, były europoseł, wieloletni parlamentarzysta krajowy.

## Życiorys
Ukończył studia prawnicze na Uniwersytecie Bolońskim. Działalność polityczną podjął w ramach Chrześcijańskiej Demokracji, od 1980 był radnym Bolonii. Od 1983 do 2013 nieprzerwanie zasiadał w Izbie Deputowanych, sprawując mandat posła IX, X, XI, XII, XIII, XIV, XV i XVI kadencji. Od 1994 do 2001 pełnił funkcję posła do Parlamentu Europejskiego IV i V kadencji.
W pierwszej połowie lat 90. znalazł się wśród założycieli Centrum Chrześcijańsko-Demokratycznego, będącego największą (obok Włoskiej Partii Ludowej) formacją powstałą na bazie rozwiązanej w wyniku afer korupcyjnych chadecji. Od 1994 przez siedem lat pełnił funkcję sekretarza krajowego CCD, będąc faktycznym przywódcą tej partii. W 2001 po wygraniu wyborów przez centroprawicową koalicję powołano go na stanowisko przewodniczącego Izby Deputowanych, które zajmował do końca kadencji w 2006. W 2002 stanął na czele Unii Chrześcijańskich Demokratów i Centrum, współtworzonej m.in. przez jego dotychczasowe ugrupowanie.
Jako lider należących do Domu Wolności chadeków przez lata należał do sojuszników Silvia Berlusconiego. Był wymieniany jako kandydat na następnego przywódcę centroprawicy. W 2007 doprowadził jednak do wyjścia UDC z CdL, a przed przedterminowymi wyborami w 2008 odrzucił propozycję zblokowania list z Ludem Wolności. W 2013 z ramienia koalicji Z Montim dla Włoch został wybrany do Senatu XVII kadencji.
Przez kilka lat do 2015 był przewodniczącym Międzynarodówki Centrowych Demokratów. W 2016 opuścił Unię Centrum, opowiadając się za kontynuowaniem współpracy z Nową Centroprawicą. W lutym 2017 powołał nowe ugrupowanie pod nazwą Centristi per l’Europa. W 2018 utrzymał mandat senatora w okręgu jednomandatowym jako kandydat centrolewicowej koalicji skupionej wokół Partii Demokratycznej; w 2022 wybrany na kolejną kadencję wyższej izby parlamentu.

## Odznaczenia
- Krzyż Wielki Orderu Zasługi RP – 2002, Polska[7]